# Nilokeras Scopulus
Il Nilokeras Scopulus è una struttura geologica della superficie di Marte.